# Anton Weichselbaum
Anton Weichselbaum (8 tháng 12 năm 1845 - 23 tháng 10 năm 1920), là một bác sĩ giải phẫu bệnh người Áo, sinh ra gần thị trấn Langenlois.